# وبر جنوبي
وَبْر جنوبي (الاسم العلمي: Dendrohyrax arboreus) (بالإنجليزية: Southern Tree Hyrax.)‏ هو نوع من الحيوانات يتبع جنس الوبر الشجري من الفصيلة الوبرية.